# Die Peitsche
Die Peitsche è un film muto del 1916 diretto da Adolf Gärtner.

## Produzione
Il film fu prodotto dalla Stuart Webbs-Film Company Reicher und Reicher.

## Distribuzione
Il film venne presentato in prima al Marmorhaus di Berlino nel dicembre 1916. Il visto di censura ne vietava la visione ai minori.